# Wolfgang Heuer (Politikwissenschaftler)
Wolfgang Heuer (* 1949 in Köln) ist ein deutscher Politik- und Kulturwissenschaftler, Privatdozent und Hannah-Arendt-Forscher. Er ist verantwortlich für den Aufbau eines internationalen Kommunikationsnetzes der Forschungen über Hannah Arendt und seit 2005 presserechtlich Verantwortlicher des internationalen Hannah-Arendt-Newsletter mit deutschen, englischen und seltener französischen Beiträgen, darunter auch bisher noch unveröffentlichte Arbeiten Arendts aus ihrem Nachlass.
Nach dem Studium der Geschichte, Germanistik und Lateinamerikanistik folgten Studienaufenthalte in Lateinamerika. Von 1979 bis 1984 war er als Referent beim Deutschen Entwicklungsdienst tätig. 1991 promovierte er über Hannah Arendts Verständnis der persönlichen Verantwortung und politischen Integrität. Nach einer Forschungstätigkeit über die Entstehung des Habitus couragierter Menschen in Zusammenarbeit mit der TU Dresden, übt er ab 2000 eine Lehrtätigkeit in Politische Theorie und Ideengeschichte am Otto-Suhr-Institut für politische Wissenschaft der Freien Universität Berlin aus. 2003 hatte er eine Gastdozentur an der Universidade Federal do Paraná in Curitiba, Brasilien inne, habilitierte sich 2004 mit einer Arbeit über mutiges Handeln in der Politik und wurde 2005 wiederum mit einer Gastdozentur am Núcleo de Estudos da Violência der Universität von São Paulo, Brasilien betraut. Weitere Forschungsschwerpunkte sind: Biotechnologie, „Corporate Social Responsibility“ in Brasilien, Politisches Handeln in Institutionen sowie Stadtbürgerschaft im 21. Jahrhundert.

## Publikationen (Auswahl)
- Hannah Arendt (= Rororo. 50379). 1987; 10. Auflage. Rowohlt, Reinbek bei Hamburg 2018, ISBN 978-3-499-50379-5 (auch in Französisch, ISBN 2-87711-296-9, und in Polnisch, ISBN 978-83-926276-0-9).
- Citizen. Persönliche Integrität und politisches Handeln. Eine Rekonstruktion des politischen Humanismus Hannah Arendts. Akademie, Berlin 1992, ISBN 3-05-002189-6.
- mit Thomas Wild (Gastredaktion): Hannah Arendt. In: Text und Kritik. Zeitschrift für Literatur. Heft 166/167, München 2005, ISBN 3-88377-787-0.
- mit Irmela von der Lühe (Hrsg.): Dichterisch denken. Hannah Arendt und die Künste. Wallstein, Göttingen 2007, ISBN 978-3-8353-0131-3 (enthält bislang unveröffentlichte Notizen Arendts zu Übungen in Vorstellungskraft, ihre Notizen für Vorlesungen und Lektüre für ihre Studenten, S. 213–223).
- mit Bernd Heiter, Stefanie Rosenmüller (Hrsg.): Arendt-Handbuch. Leben, Werk, Wirkung. J.B. Metzler, Stuttgart 2011, ISBN 978-3-476-02255-4.